# Fefan
Fefan is een eiland in Micronesia, in de deelstaat Chuuk. Met een oppervlakte van 13,2 vierkante km is Fefan het op twee na grootste bewoonde eiland van de Chuukeilanden. Het hoogste punt is 298 meter boven zeeniveau. Fefan had 4047 inwoners in 2008.
Het enige zoogdier dat er van nature voorkomt is Pteropus insularis, een vleermuis.
Dublon · Eot · Ettal · Fala-Beguets · Fananu · Fefan · Kutu · Losap · Lukunor · Magur· Moch · Murilo · Nama · Namoluk · Nomwin · Onari· Oneop · Ono · Param · Pis-Losap · Pisaras · Pulap · Pulusuk · Puluwat · Romanum · Ruo · Satawan · Ta · Tamatam · Tol · Tsis · Udot · Ulul · Uman · Weno